# ڎ

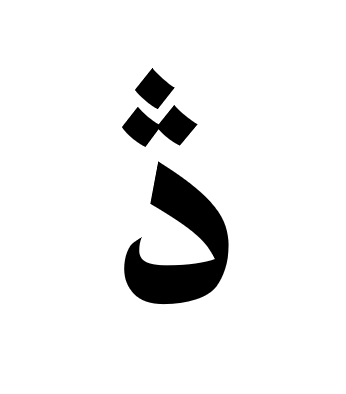
ڎ چهاردهم حرف زبان شغنانی و بیست و یکم حرف زبان سندی است.

ڎ سایشی دندانی واکدار یک صامت است که در گفتار برخی از زبانهای جهان به کار می‌رود. نماد این همخوان در الفبای آوانگاری بین‌المللی ⟨ð⟩ است. در انگلیسی این همخوان با «th» نشان داده می‌شود حرف ڎ چهاردهم حرف زبان شغنانی و حرف بیست یکم زبان سندی است. حرف ڎ دارای یونی کُد (U+068F ) نام لاتینی (th) و در الفبا و آوانگاری بین المللی به شکل [⟨ð⟩]  نگاشته میشود. در لاتین‌نویسی به شکل ⟨ð و ḍ) جا گرفته است که حرف کوچک آن به شکل (ḍ) و حرف برگ آن به شکل (Ḍ) تحریر می گردد . حرف ڎ  یکی از پرکاربرد ترین حرف زبان شغنانی بشمار می آید. برعلاوه زبان شغنانی این حرف در زبان سندی نیز وجود داشته و جایگاه بیست و یکم حرف الفبای سندی را از خود کرده است.

شکل نوشتاری حرف ڎ را در جدول زیر میتوان مشاهده کرده :
| شكل حرف |       |       |        |
| جدا     | آغازی | میانی | پایانی |
| ڎ       | ڎ     | ‍ڎ      | ‍ڎ       |

## واژه های زبان شغنانی با حرفڎ
| شماره | واژه شغنانی | تلفظ لاتین | ترجمه فارسی | استفاده در جمله      | ترجمه به زبان فارسی       |
| ----- | ----------- | ---------- | ----------- | -------------------- | ------------------------- |
| ۱     | ڎندۈن       | Thendön    | دندان       | مؤ ڎندۈن دهرڎ کښت    | دندانم درد میکند          |
| ۲     | پڎداو       | Pıthıdaw   | سوختن       | مؤ ڎست پڎد .         | دستم سوخت                 |
| ۳     | توڎ         | Tuth       | توت         | خږنۈن توڎ لپ شیرین . | توت شغنان خیلی شیرین است. |
| ۴     |             |            |             |                      |                           |
| ۵     |             |            |             |                      |                           |
| ۶     |             |            |             |                      |                           |
| ۷     |             |            |             |                      |                           |
| ۸     |             |            |             |                      |                           |
| ۹     |             |            |             |                      |                           |
| ۱۰    |             |            |             |                      |                           |